# Musée de la Mer (Acadie)
 (décembre 2019).
Si vous disposez d'ouvrages ou d'articles de référence ou si vous connaissez des sites web de qualité traitant du thème abordé ici, merci de compléter l'article en donnant les références utiles à sa vérifiabilité et en les liant à la section « Notes et références ».
Pour les articles homonymes, voir Musée de la Mer.

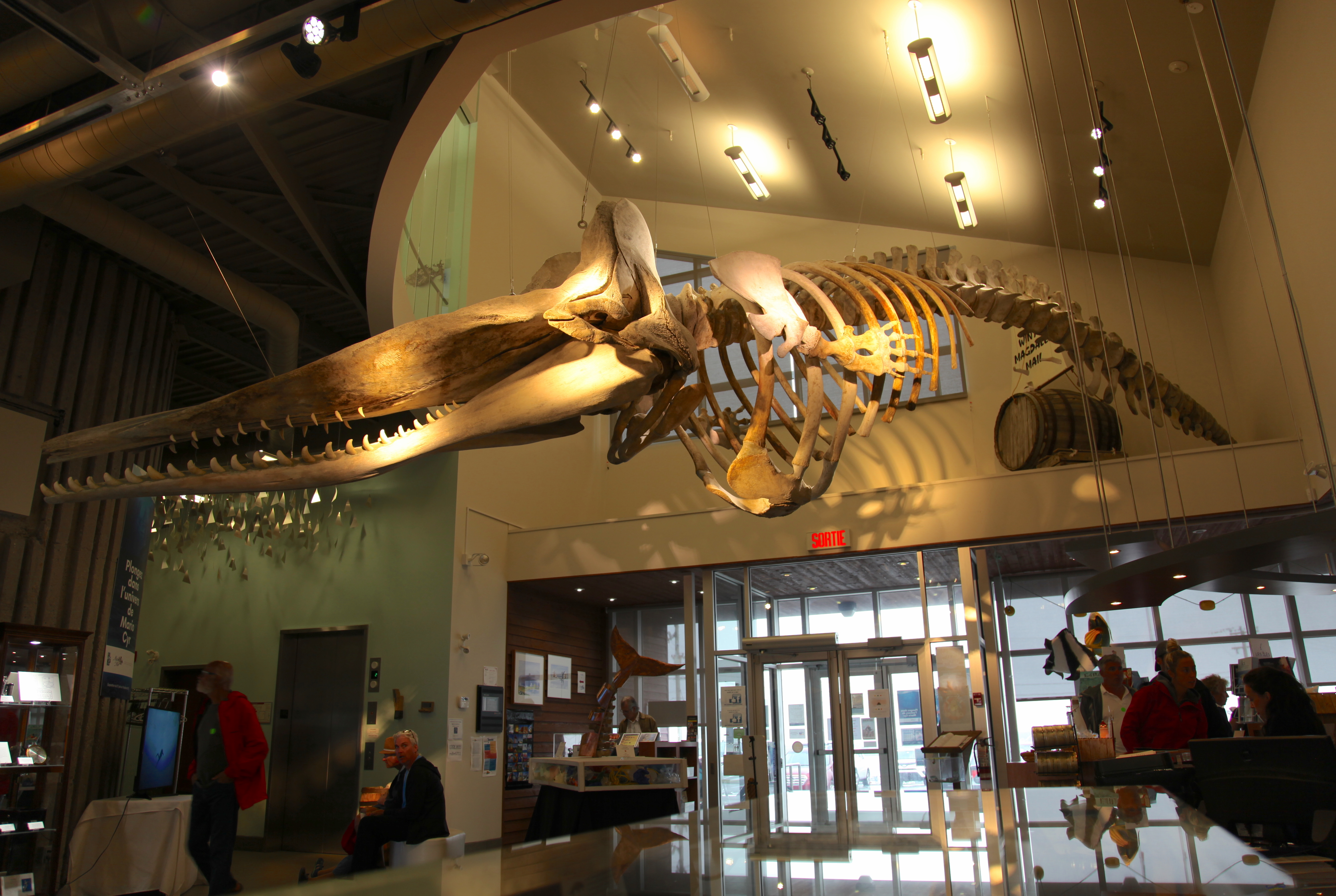
Squelette de cachalot dans le hall d'entrée du musée de la Mer

Le musée de la Mer du Havre-Aubert est situé au cap Gridley sur le site de La Grave, aux îles de la Madeleine, dans le golfe du Saint-Laurent, au Québec. Il présente l’exposition permanente des « Laboureurs du Golfe », des expositions temporaires sur différentes thématiques, montrant des œuvres, entre autres, des artistes locaux, et offrant une documentation pointue aux passionnés de généalogie.
Le musée de la Mer a pour mission d’assurer la sauvegarde du patrimoine maritime et culturel des îles. Celle-ci se traduit par des actions de recherche, de conservation des collections, de mise en valeur, de diffusion et d’éducation, en particulier concernant l’empreinte insulaire qui conditionne la vie des Madelinots. 

## Histoire
Le Musée a été inauguré le 8 août 1969 dans l’ancienne salle paroissiale du Havre-Aubert, en présence de Jean-Jacques Bertrand, alors premier ministre du Québec.
En juin 1972, le déménagement du Musée des Îles et son changement de nom pour le musée de la Mer sont annoncés. De passage aux Îles, la ministre des Affaires culturelles, Claire Kirkland-Casgrain, annonce qu’une subvention de 200 000 $ sera accordée afin de construire un nouvel édifice spécialement dédié à l’établissement.
Le nouveau Musée de la Mer est inauguré le 13 juillet 1974 au cap Gridley, sur le site de La Grave.
Le 4 juillet 1987 est inauguré l’Aquarium des Îles qui présente au public une partie de la faune et de la flore présentes sur le plateau continental du golfe du Saint-Laurent ; en 2017 l’Aquarium devient une entité autonome. 
En mai 2008, un Grand cachalot s’échoua sur la plage du Nord, juste avant la Pointe-aux-Loups. Le décès étant constaté, un groupe de Madelinots décida d’exposer aux Îles le squelette de l’animal. Trois hommes : Claude Bourque, Pierre-Henry Fontaine et Paul Grégoire, et vingt autres bénévoles s’attelèrent à réaliser ce projet et mirent trois jours à dépecer la carcasse du mammifère marin. C’est alors que débutèrent deux phases très importantes : le nettoyage de chaque os et sa numérotation afin de remonter le squelette. Ce n’est que plus de six ans plus tard, soit en décembre 2014, que les 215 os dégraissés, séchés et propres sont remontés et le squelette suspendu dans le hall du musée de la Mer.